# Therasiaïta
La therasiaïta és un mineral de la classe dels sulfats. Rep el nom per a la localitat tipus, Therasia (del grec θηρασια, terra càlida), un dels noms antics de l'illa de Vulcano.

## Característiques
La therasiaïta és un sulfat de fórmula química (NH₄)₃KNa₂Fe2+Fe3+(SO₄)₃Cl₅. Va ser aprovada com a espècie vàlida per l'Associació Mineralògica Internacional l'any 2013, sent publicada per primera vegada un any més tard. Cristal·litza en el sistema monoclínic.
L'exemplar que va servir per a determinar l'espècie, el que es coneix com a material tipus, es troba conservat a la col·lecció de referència del departament de química de la Universitat de Milà, amb el número de mostra: 2013-01.

## Formació i jaciments
Va ser descoberta al cràter La Fossa de l'illa de Vulcano, a les illes Eòlies (Sicília, Itàlia), on es troba en una bretxa piroclàstica de color marró a marró fosc en forma de cristalls prismàtics curts de mida mil·limètrica, sent l'únic indret de tot el planeta on ha estat descrita aquesta espècie mineral.